# Список об'єктів Світової спадщини ЮНЕСКО в Південно-Африканській Республіці
Світова спадщина ЮНЕСКО в Південно-Африканській Республіці станом на 2024 
рік налічує 9 об'єктів, що становить приблизно 0,8 % загальної кількості об'єктів Світової спадщини у світі (981 об'єктів у 2013 році).
З 9 пам'яток, що перебувають під охороною ЮНЕСКО, 4 належать до об'єктів культурного (критерії i-vi), 3 — до об'єктів природного (критерії vii-x) і 2 — до об'єктів змішаного типу.
Південно-Африканська Республіка ратифікувала Конвенцію ЮНЕСКО про охорону всесвітньої культурної і природної спадщини 10 липня 1997 року, а перші 3 південноафриканські пам'ятки увійшла до переліку об'єктів Світової спадщини 1999 року, на 23-й сесії Комітету Світової спадщини ЮНЕСКО. Надалі список поповнювався у 2000, 2003, 2004, 2007 та 2017 роках.

## Пояснення до списку
У таблицях нижче об'єкти розташовані у хронологічному порядку їх додавання до списку Світової спадщини ЮНЕСКО.
Кольорами у списку позначено:

## Розташування об'єктів
| Ісімагалісо Стеркфонтейн, Сварткранс, Кромдрай Роббенейланд Дракенсберг Мапунгубве Капська флористична область Вредефорт Ріхтерсвельдclass=notpageimage\| Об'єкти Світової спадщини ЮНЕСКО на мапі Південно-Африканської Республіки |

## Список
У даному списку подано перелік об'єктів Світової спадщини ЮНЕСКО у Південно-Африканській Республіці в хронологічному порядку їх додавання до списку.
| № | Зображення | Назва | | Розташування                                 | Час створення | Рік внесення до списку | №    | Критерії       |
| - | ---------- | --- | --- | -------------------------------------------- | ------------- | ---------------------- | ---- | -------------- |
| 1 |            | Водно-болотний регіон Ісімагалісо (англ. iSimangaliso Wetland Park)                                                 | Територія парку - прибережні рівнини і континентальний шельф. Прибережні рівнини розташовані в північній частині парку на кордоні з Мозамбіком. Одна з найбільших систем естуаріїв в Африці.                                                  | Провінція Квазулу-Наталь                     | —             | 1999                   | 914  | vii, ix, x     |
| 2 |            | Стеркфонтейн, Сварткранс, Кромдрай та околиці — місця знахідок гомінід (англ. Fossil Hominid Sites of South Africa) | В цілому, в Колисці людства знаходиться понад тридцять печер, де були знайдені викопні кістки. | Провінції Лімпопо, Північно-Західна, Ґаутенг | —             | 1999 (розширений 2005) | 915  | iii, vi        |
| 3 |            | Роббенайланд (англ. Robben Island)                                                                                  | З середини 1960-х років по 1991 рік острів був державною в'язницею максимально суворого режиму. Переважну більшість ув'язнених складали чорношкірі політв'язні.                                                                               | Західна Капська провінція                    | —             | 1999                   | 916  | iii, vi        |
| 4 |            | Парк Дракенсберг (англ. Maloti-Drakensberg Park)                                                                    | Гори слугують вододілом між короткими річками басейну Індійського океану, що розчленовують їх крутий ступінчастий східний схил, і верхів'ями річки Помаранчевої.                                                                              | Провінція Квазулу-Наталь (спільно з Лесото)  | —             | 2000 (розширений 2013) | 985  | i, iii, vii, x |
| 5 |            | Культурний ландшафт Мапунгубве (англ. Mapungubwe Cultural Landscape)                                                | Парк знаходиться на кордоні з Зімбабве і охороняє археологічні розкопки на місці столиці стародавнього королівства Мапунгубве. | Провінція Лімпопо                            | 1995          | 2003                   | 1099 | ii, iii, iv, v |
| 6 |            | Природоохоронні території Капської флористичної області (англ. Cape Floral Region Protected Areas)                  | Об'єкт покликаний охороняти різноманітність рослинного світу флористичної області, розташованої на півдні Африки. | Західна Капська та Східна Капська провінції  | —             | 2004                   | 1007 | ix, x          |
| 7 |            | Астроблема Вредефорт (англ. Vredefort Dome)                                                                         | Діаметр приблизно 250-300 кілометрів, що робить його найбільшим на планеті. | Провінції Північно-Західна, Фрі-Стейт        | —             | 2005                   | 1162 | viii           |
| 8 |            | Культурний і ботанічний ландшафт Ріхтерсвельд (англ. Richtersveld Cultural and Botanical Landscape)                 | Заповідник знаходиться під управлінням громади народності нама, що веде напівкочовий спосіб життя, який не змінювався протягом 2000 років. На території розташовані сезонні випаси худоби, пересувні споруди, здійснюється збір цілющих трав. | Північна Капська провінція                   | —             | 2007                   | 1265 | iv, v          |
|   |            | ǂKhomani Cultural Landscape                                                                                         | |                                              | —             | 2017                   |      |                |